# Venezia F.C.
Venezia F.C., oftest benævnt som Venezia, er en italiensk fodboldklub fra byen Venedig i Veneto. Klubben blev grundlagt i 1907 og spiller sine hjemmekampe på Stadio Pier Luigi Penzo. Klubben vandt Coppa Italia i 1941.

## Historie
Klubben blev grundlagt under navnet Venezia Foot Ball Club den 14. december 1907. I 1919 skiftede man i pagt med tidens nationale strøminger navn til det italienske Associazione Calcio Venezia,

### Den første storhedstid
Venezia oplevede sin første storhedstid i begyndelsen af 1940'erne, hvor man efter nogle år i Serie B rykkede op i Serie A og vandt klubbens hidtil eneste titel i 1941 med en sejr over Roma i Coppa Italia finalen. Det var med de senere Torinostjerner Ezio Loik og Valentino Mazzola på holdet. Året efter fik man sin hidtil bedste placering i Serie A med en tredjeplads efter Roma og Torino. Efter Anden Verdenskrig kunne man dog ikke holde kadancen, og man rykkede helt ned i Serie C.
Efter at have kysset Serie A et par gange i løbet af 1960'erne med spillere som Gino Raffin og Lucio Bertogna, oplevede man i 1970'erne og 1980'erne en nedtur, der bragte klubben helt ned i den fjerdebedste række.

### Maurizio Zamparini og fusionen med Mestre
Midt i 1980'erne var Venezia på falittens rand, men udviklingen vendte, da foretningsmanden Maurizio Zamparini købte klubben i 1987. Samme år købte han rivalerne i Mestre, naboerne inde på fastlandet, og lagde de to klubber sammen i en kontroversiel manøvre. Ved sæsonafslutningen i 1987 var Mestre endt lige over Venezia i Serie C2 Girone B. I forbindelse med fusionen blev Mestres orange farver føjet til Venezias grønne og sorte. Den nye klub fik hjemmebane på Mestres stadion Stadio Francesco Baracca.
Det nye navn Calcio VeneziaMestre holdt dog kun i to sæsoner, hvorefter Zamparini ændrede det til Associazione Calcio Venezia. Dermed blev Mestre skrevet ud af klubbens navn, og kun den orange farve blev hængende. Da klubben i 1991 flyttede tilbage til Stadio Pier Luigi Penzo ude i lagunen, blev det for meget for en gruppe af gamle Mestretilhængere i forstaden Malcontento. De oprettede en ny klub, købte i 1993 navnet Mestre Calcio og tog de gamle orange farver til sig.

### Tilbage i Serie A
Med den karismatiske og kontroversielle Zamparini ved rattet gik det fremad for Venezia, og i 1998 rykkede man op i serie A efter omtrent 30 års fravær. Her havde man spillere som Massimo Taibi, Álvaro Recoba og Filippo Maniero og senere kendte trænere som Luciano Spalletti og Cesare Prandelli.
Under Zamparini blev det til i alt tre sæsoner i den bedste række, men efter stridigheder med de venetianske myndigheder om et nyt stadion tog han sine penge og en del af klubbens spillere med til Palermo. Venezia sank atter ned i rækkerne og gik konkurs flere gange.

### Konkurser og genfødsler
I 2005 gik Venezia konkurs, men fik under navnet Società Sportiva Calcio Venezia lov til at starte i Serie C2, den fjerdebedste række. Dette skyldes de særlige italienske, såkaldte Lodo Petrucci regler for genskabelse af klubber med store traditioner og betydning i større byer. Det gik imidlertid galt igen allerede i 2009, og man måtte under navnet Foot Ball Club Unione Venezia starte forfra i Serie D.
Alle disse genskabelser og navneskift skete ikke uden kontroverser. I 2015 dannedes således klubben Venezia 1907 af advokaten Gianalberto Scarpa Basteri, der havde købt rettighederne til navnet Società Sportiva Calcio Venezia.  Basteri og gruppen omkring ham hævdede, at de repræsenterede Venezias traditioner, og de tog navnet Calcio Venezia 1907 som reference til Venezias stiftelse i 1907. Calcio Venezia 1907 spiller i de lokale amatørrækker, og generelt bliver de ikke anerkendt som som den 'rigtige' venetianske klub.

### Inzaghi og de trendy Arancioneroverdi
I 2015 startede Venezia atter i Serie D efter endnu en økonomisk betinget nedrykning. Denne gang gik det hurtigt op under ejerskab af Amerikansk-Italieneren Joe Tacopina, der tidligere havde været involveret i både Roma og Bologna. I 2017 vendte man tilbage til Serie B efter mere end årtis fravær. Det skete bl.a. med den tidligere Napoli- og Udinesespiller Maurizio Domizzi på banen og den tidligere angrebsstjerne og verdensmester Filippo Inzaghi på bænken. I 2020 overlod Tacopina præsidentposten til Duncan Niederauer, og året efter rykkede klubben for en enkelt sæson op i Serie A efter omkring 20 års fravær.
Sidst i 2010'erne fik klubben også succes med deres karateristiske trøjer i de særegne orange, sorte og grønne farver, der begyndte af give genklang blandt folk med hang til veldesignede fodboldtrøjer.

## Stadion
Stadio Pier Luigi Penzo ligger i det østligste Venedig på øen Sant' Elena. For at komme til stadion, skal man således enten sejle eller gå tværs gennem Venedig fra enten banegården eller de store parkeringspladser i byens vestligste udkant.
Stadion blev åbnet i 1913 og senere navngivet efter venetianske krigsflyver fra Første Verdenskrig, Pier Luigi Penzo. Til at starte med var konstruktionen af træ, men siden blev tilføjet tribuner af beton. Under en tornado den 11. september 1970 blev stadion imidlertid beskadiget voldsomt, og det blev kun delvist genopbygget. Senere, da Venezia vendte tilbage til Serie, blev det atter udvidet med midlertidige stilladsagtige tribuner, der stadig delvist står. På den måde ligner det bl.a. Stadio Mario Rigamonti i Brescia.
Tilskuerrekorden på Pier Luigi Penzo kom i 1966 med 24.000 tilskuere under en Serie A kamp mod Milan. I vore dage er der plads til under 10.000.
Der er planer om at bygge et nyt stadion inde på fastlandet tæt på byens store lufthavn. Allerede tilbage i starten af 1960'erne var der tilsvarende planer, der bl.a. blev bekendtgjort for et fyldt stadion, men man spiller stadig på Stadio Pier Luigi Penzo.

## Kendte spillere gennem tiden
- Massimo Taibi
- Álvaro Recoba
- Filippo Maniero
- Ezio Loik
- Simone Pavan
- Valentino Mazzola
- Stefan Schwoch
- Michael Konsel
- Nello Scarpa
- Maurizio Ganz
- Sandro Santarello
- Paolo Poggi
- Gianluca Luppi
- Francesco Pernigo
- Alessandro Calori
- Francesco Guidolin
- Marco Delvecchio
- Maurizio Domizzi